# 旭化成陸上部
旭化成陸上部（あさひかせいりくじょうぶ）は、宮崎県延岡市に本拠地を置く、旭化成の実業団陸上競技部である。
全日本実業団対抗駅伝競走大会（ニューイヤー駅伝）で歴代最多26回の優勝を果たしている（2025年現在）。

## 概要
1992年バルセロナオリンピックで銀メダルを獲得した森下広一の他、宗兄弟、谷口浩美、川嶋伸次など数々のオリンピック・世界選手権代表を輩出した社会人チームである。全日本実業団対抗駅伝競走大会（ニューイヤー駅伝）では第9回大会に初優勝を飾ったのをきっかけに、3連覇を2回、4連覇を1回、6連覇を2回達成するなど、計26回の優勝を飾っている。特に1990年代は、1996年の第40回大会で鐘紡（現在のKao）に僅か1秒差で優勝を逃したのを除けば、全ての大会で優勝を果たしている。ちなみに、この時優勝していれば前人未到の10連覇を達成していた。
しかし21世紀になると、富士通・コニカミノルタ・中国電力・日清食品グループといった新興勢力が台頭し、優勝から長く遠ざかることになる（特に2009年の第53回大会では、富士通や日清食品グループとゴール直前までデッドヒートを演じながら、僅か1秒差の3位に終わり、10年ぶりの優勝を逃した）。
転機となったのは2015年。双子の村山兄弟（謙太・紘太）をはじめとする大学駅伝で名を馳せた有力選手7名が加入する大型補強を行うと、2017年の第61回大会で18年ぶり22回目の優勝を飾り、2020年の第64回大会まで4連覇を達成した。
多くの実業団にアフリカからの強力な外国人選手が所属している中、あえて外国人選手を所属させることなく日本人選手だけで戦っていたが、2017年に2名の外国人選手が加入した（以前は中国電力も同様だったが、2016年に外国人選手が加入した）。
監督はOBで1984年ロサンゼルスオリンピックマラソン日本代表の宗猛が2008年4月から2014年3月まで務めていた。後任はOBでコーチを務めていた西政幸が昇格し、宗猛は総監督に就任。なお猛の双子の兄・茂もかつては監督を務めたが、2020年時点では顧問として弟や後輩らをサポートする。宗猛は監督退任後に総監督となっていたが2025年3月末をもって退き、顧問となった。
2020年4月に、2012年までコーチを務め、その後宮崎銀行女子陸上部の監督を務めた西村功が監督に就任。西は副部長に就任しスカウト活動担当となった。
同陸上部をきっかけとして整備された「日本一のマラソン練習コース」が、1995年（平成7年）度手づくり郷土賞（自然部門）を受賞。

## 設立・沿革
1946年創部。1957年の第1回全日本実業団対抗駅伝競走大会（現在のニューイヤー駅伝）に出場、2025年の第69回大会で39年連続62回の出場を果たしている。
当初は長距離種目のみならず、トラック・フィールド種目も行っていたが、1983年4月から長距離種目に一本化された。
1990年より延岡市で行われているゴールデンゲームズinのべおかの運営にも深く関わっている（創設当初は主催、現在は協賛）。

## 実績

### 部内最高記録
| 種目           | 記録保持者 | 記録          | 大会                               | 年月日         |
| -------------- | ---------- | ------------- | ---------------------------------- | -------------- |
| 1500m          | 村山紘太   | 3分40秒26     | 全日本実業団対抗陸上競技選手権大会 | 2016年9月24日  |
| 5000m          | 鎧坂哲哉   | 13分12秒63    | KBC Night of Athletics             | 2015年7月18日  |
| 10000m         | 相澤晃     | 27分13秒04    | 第107回日本陸上競技選手権大会      | 2023年12月10日 |
| 3000mSC        | 荻野太成   | 8分31秒021    | 第106回日本陸上競技選手権大会      | 2022年6月22日  |
| ハーフマラソン | 市田孝     | 1時間00分19秒 | 全日本実業団ハーフマラソン         | 2021年2月14日  |
| マラソン       | 大六野秀畝 | 2時間07分12秒 | びわ湖毎日マラソン                 | 2021年2月28日  |

### 輩出した五輪・世界選手権メダリスト
男子
- 谷口浩美 - 1991年東京世界陸上マラソン金メダリスト
- 森下広一 - 1992年バルセロナ五輪マラソン銀メダリスト
- 佐藤信之 - 1999年セビリア世界陸上マラソン銅メダリスト
- 池田向希 - 2020年東京五輪20キロメートル競歩銀メダリスト、2022年オレゴン世界陸上20㎞競歩銀メダリスト
- 川野将虎 - 2022年オレゴン世界陸上35キロメートル競歩銀メダリスト

女子
- 安部友恵 - 1993年シュトゥットガルト世界陸上マラソン銅メダリスト
- 千葉真子 - 1997年アテネ世界陸上1万メートル銅メダリスト

### 全日本実業団対抗駅伝競走大会（ニューイヤー駅伝）成績
1988年以降のみ掲載。 走者 は区間賞。
| 年     | 総合順位              | 1区走者    | 2区走者                  | 3区走者      | 4区走者                | 5区走者      | 6区走者      | 7区走者      |
| ------ | --------------------- | ---------- | ------------------------ | ------------ | ---------------------- | ------------ | ------------ | ------------ |
| 1988年 | 3位                   | 亀鷹律良   | 前田直樹                 | 西政幸       | 宗猛                   | 久保田晃弘   | 谷口浩美     | 米重修一     |
| 1989年 | 2位                   | 米重修一   | 大崎栄                   | 亀鷹律良     | 児玉泰介               | 橋口良登     | 谷口浩美     | 西政幸       |
| 1990年 | 優勝                  | 谷口浩美   | 前田直樹                 | 米重修一     | 亀鷹律良               | 熊谷哲哉     | 森下広一     | 西政幸       |
| 1991年 | 優勝                  | 米重修一   | 西村功                   | 谷口浩美     | 久保田晃弘             | 石本孝幸     | 森下広一     | 西政幸       |
| 1992年 | 優勝                  | 大崎栄     | 米重修一                 | 西政幸       | 秋吉慎一               | 石本孝幸     | 森下広一     | 谷口浩美     |
| 1993年 | 優勝                  | 佐保希     | 石本孝幸                 | 熊谷哲哉     | 田中敏大               | 米重修一     | 秋吉慎一     | 谷口浩美     |
| 1994年 | 優勝                  | 西政幸     | 高尾憲司                 | 大崎栄       | 森下広一               | 石本孝幸     | 佐保希       | 谷口浩美     |
| 1995年 | 優勝                  | 高尾憲司   | 立花和紀                 | 佐保希       | 谷口浩美               | 大崎栄       | 川嶋伸次     | 西政幸       |
| 1996年 | 2位                   | 大崎栄     | 高尾憲司                 | 佐藤信之     | 小島宗幸               | 立花和紀     | 川嶋伸次     | 佐保希       |
| 1997年 | 優勝                  | 小島忠幸   | 小島宗幸                 | 三木弘       | 秋吉慎一               | 佐保希       | 川嶋伸次     | 佐藤信之     |
| 1998年 | 優勝                  | 小島忠幸   | 小島宗幸                 | 佐藤信之     | 佐保希                 | 高尾憲司     | 川嶋伸次     | 秋吉慎一     |
| 1999年 | 優勝                  | 木庭啓     | 小島忠幸                 | 川越衛       | 高尾憲司               | 三木弘       | 佐藤信之     | 川嶋伸次     |
| 2000年 | 2位                   | 川越衛     | 森下由輝                 | 渡辺共則     | 三木弘                 | 瀬戸口賢一郎 | 小島忠幸     | 佐藤信之     |
| 2001年 | 8位                   | 渡辺共則   | 小島忠幸                 | 瀬戸口賢一郎 | 三木弘                 | 佐藤信之     | 佐藤智之     | 秋吉慎一     |
| 2002年 | 10位                  | 渡辺共則   | 永田宏一郎               | 山本佑樹     | 井出慶                 | 小島忠幸     | 元田幸祐     | 堀川佳成     |
| 2003年 | 6位                   | 佐藤信之   | 永田宏一郎               | 元田幸祐     | 佐藤智之               | 小島忠幸     | 高尾憲司     | 渡辺共則     |
| 2004年 | 4位                   | 井出慶     | 小島忠幸                 | 瀬戸口賢一郎 | 小島宗幸               | 佐藤智之     | 白石賢一     | 佐藤信之     |
| 2005年 | 15位                  | 大野龍二   | 小島忠幸                 | 白石賢一     | 高尾憲司               | 永田宏一郎   | 小島宗幸     | 佐藤智之     |
| 2006年 | 8位                   | 大野龍二   | 佐藤智之                 | 小島宗幸     | 久保田満               | 山本佑樹     | 白石賢一     | 瀬戸口賢一郎 |
| 2007年 | 2位                   | 大野龍二   | 佐藤智之                 | 岩井勇輝     | 白石賢一               | 小島忠幸     | 足立知弥     | 渡辺共則     |
| 2008年 | 27位                  | 大野龍二   | 佐藤智之                 | 堀端宏行     | 久保田満               | 河添俊司     | 瀬戸口賢一郎 | 幸田高明     |
| 2009年 | 3位                   | 大野龍二   | 瀬戸口賢一郎             | 岩井勇輝     | 佐藤智之               | 佐々木悟     | 小島忠幸     | 足立知弥     |
| 2010年 | 8位                   | 大野龍二   | 荒川丈弘                 | 大西智也     | 佐藤智之               | 佐々木悟     | 足立知弥     | 幸田高明     |
| 2011年 | 5位                   | 大西智也   | 白石賢一                 | 深津卓也     | 佐々木悟               | 佐藤智之     | 森賢大       | 足立知弥     |
| 2012年 | 3位                   | 深津卓也   | 白石賢一                 | 岩井勇輝     | 堀端宏行               | 佐々木悟     | 荒川丈弘     | 出口和也     |
| 2013年 | 10位                  | 大西智也   | 鎧坂哲哉                 | 深津卓也     | 堀端宏行               | 佐々木悟     | 大野龍二     | 出口和也     |
| 2014年 | 4位                   | 大西智也   | 八木勇樹                 | 鎧坂哲哉     | 岩井勇輝               | 深津卓也     | 佐々木悟     | 出口和也     |
| 2015年 | 10位                  | 大西智也   | 八木勇樹                 | 鎧坂哲哉     | 佐々木悟               | 茂木圭次郎   | 深津卓也     | 出口和也     |
| 2016年 | 7位                   | 鎧坂哲哉   | 村山紘太                 | 大六野秀畝   | 村山謙太               | 茂木圭次郎   | 丸山文裕     | 佐々木悟     |
| 2017年 | 優勝                  | 村山紘太   | 鎧坂哲哉                 | 大六野秀畝   | 市田孝                 | 村山謙太     | 市田宏       | 佐々木悟     |
| 2018年 | 優勝                  | 茂木圭次郎 | アブラハム・キャプシス   | 市田孝       | 大六野秀畝             | 村山謙太     | 市田宏       | 鎧坂哲哉     |
| 2019年 | 優勝                  | 村山紘太   | アブラハム・キャプシス   | 鎧坂哲哉     | 市田孝                 | 村山謙太     | 市田宏       | 大六野秀畝   |
| 2020年 | 優勝 （大会記録更新） | 茂木圭次郎 | アブラハム・キャプシス   | 市田宏       | 市田孝                 | 村山謙太     | 小野知大     | 鎧坂哲哉     |
| 2021年 | 3位                   | 茂木圭次郎 | ベヌエル・モゲニ         | 大六野秀畝   | 鎧坂哲哉               | 村山謙太     | 小野知大     | 市田孝       |
| 2022年 | 3位                   | 茂木圭次郎 | ベヌエル・モゲニ         | 相澤晃       | 市田孝                 | 小野知大     | 鎧坂哲哉     | 大六野秀畝   |
| 2023年 | 16位                  | 茂木圭次郎 | デービス・キプランガット | 大六野秀畝   | 市田孝                 | 小野知大     | 市田宏       | 土方英和     |
| 2024年 | 3位                   | 長嶋幸宝   | 大六野秀畝               | 相澤晃       | 井川龍人               | 葛西潤       | 齋藤椋       | 市田孝       |
| 2025年 | 優勝                  | 長嶋幸宝   | 茂木圭次郎               | 葛西潤       | エマニュエル・キプルト | 大六野 秀畝  | 齋藤椋       | 井川龍人     |

## 所属選手・スタッフ
- 顧問 - 宗茂・宗猛
- 監督 - 西村功
- コーチ - 三木弘（ヘッドコーチ）、川嶋伸次、清水将也、岩井勇輝、幸田高明、深津卓也、仙内勇
- 副部長 - 西政幸

### 中・長距離
- 鎧坂哲哉（2012年 - ）
- 茂木圭次郎（2014年 - ）
- 市田孝（2015年 - ）
- 市田宏（2015年 - ）
- 大六野秀畝（2015年 - ）
- 村山謙太（2015年 - ）
- 齋藤椋（2017年 - ）
- 【副主将】今井崇人（2020年 - ）
- 【主将】相澤晃（2020年 - ）
- 手嶋杏丞（2022年 - ）
- 鈴木聖人（2022年 - ）
- 藤木宏太（2022年 - ）
- 【副主将】土方英和（2022年 - ）
- 井川龍人（2023年 - ）
- 葛西潤（2023年 - ）
- 加藤大誠（2023年 - ）
- 中西大翔（2023年 - ）
- 山田真生（2023年 - ）
- 長嶋幸宝（2023年 - ）
- 亀田仁一路（2024年 - ）
- 佐藤航希（2024年 - ）
- キプルト・エマニエル・キプロプ（2024年 - ）

### 競歩
- 池田向希（2021年 - ）
- 川野将虎（2021年 - ）

※( )内は所属期間

### 女子
- 2010年3月末をもって2人いた部員が退部して以降、女子部員は2020年1月現在まで不在の状況が続いている[6]。

## 過去の主な所属選手

### 男子
- 廣島庫夫
- 廣島日出国
- 岩下察男
- 宗茂 ※現顧問
- 宗猛 ※現総監督
- 大串啓二
- 佐藤市雄
- 児玉泰介
- 弓削裕
- 亀鷹律良
- 米重修一
- 西政幸 ※現副部長
- 西村功 ※現監督
- 谷口浩美
- 森下広一
- 川嶋伸次 ※元コーチ
- 大崎栄
- 佐藤信之
- 佐保希
- 鶴里初
- 榎木和貴
- 高尾憲司
- 小島宗幸
- 小島忠幸 ※元コーチ
- 木庭啓
- 山本佑樹  ※元コーチ
- 森下由輝 ※元コーチ
- 永田宏一郎
- 瀬戸口賢一郎
- 久保田満
- 清水将也 ※現コーチ
- 渡辺史侑
- 佐藤智之  ※元コーチ
- 大野龍二
- 三木弘 ※現ヘッドコーチ
- 仙内勇 ※現コーチ
- 安田矩明（1954年 - 1956年、1960年 - 1962年）[7]
- 岩井勇輝（2005年 - 2015年） ※現コーチ
- 幸田高明（2006年 - 2015年） ※現コーチ
- 東野賢治（2009年 - 2015年）
- 木下潤也（2012年 - 2015年）
- 白石賢一（2001年 - 2016年）
- 志方文典（2014年 - 2016年）
- 八木勇樹（2012年 - 2016年）
- 大西智也（2009年 - 2017年） ※元コーチ
- 足立知弥（2004年 - 2017年）
- 堀端宏行（2005年 - 2017年）
- 出口和也（2011年 - 2018年）
- ケネス・キプロプ・キプケモイ（英語版）（2017年 - 2018年）
- 中嶋和希（2013年 - 2019年）
- 本田匠（2014年 - 2019年）
- 西純平（2014年 - 2019年）
- 荒毛喬也（2014年 - 2019年）
- 関口海月（2017年 - 2019年）
- アブラハム・キャプシス・キプヤティチ（フランス語版）（2017年 - 2020年）
- 村山紘太（2015年 - 2021年）
- 佐々木悟（2008年 - 2021年）
- 深津卓也（2010年 - 2021年） ※現コーチ
- 山口修平（2016年 - 2021年）
- ロバート・キプチルチル・ムウェイ（2018年 - 2021年）
- 田中龍太（2019年 - 2021年）
- 吉村大輝（2015年 - 2022年）
- 有村優樹（2015年 - 2022年）
- マゴマ・ベヌエル・モゲニ（2019年 - 2023年）
- 松尾良一（2010年 - 2023年）
- 仲村尚毅（2018年 - 2023年）
- 小野知大（2018年 - 2023年）
- 山本修二（2019年 - 2023年）
- 荻野太成（2020年 - 2023年）
- 前川紘導（2021年 - 2023年）
- デービス・キプランガット（2021年 - 2023年）
- 丸山文裕（2009年 - 2024年）
- 國司寛人（2021年 - 2024年）
- エドウィン・キプケモイ（2023年 - 2024年）
- 安藤大樹（2018年 - 2024年）

### 女子
- 宮原美佐子
- 松谷美和子
- 朝比奈三代子
- 安部友恵
- 千葉真子
- 後藤郁代 [8]
- 小島江美子（1998年 - 2000年）[9]
- 藤川亜希
- 桐原三和 ※現マネージャー